# Communauté de communes de la Terre des Deux Caps
Die Communauté de communes de la Terre des Deux Caps (inoffiziell: Communauté de communes de la Terre des 2 Caps) ist ein französischer Gemeindeverband mit der Rechtsform einer Communauté de communes im Département Pas-de-Calais in der Region Hauts-de-France. Sie wurde am 17. Dezember 2001 gegründet und umfasst 21 Gemeinden. Der Verwaltungssitz befindet sich im Ort Marquise.

## Mitgliedsgemeinden
| Gemeinde                                         | Einwohner 1. Januar 2022 | Fläche km² | Dichte Einw./km² | Code INSEE | Postleitzahl |
| ------------------------------------------------ | ------------------------ | ---------- | ---------------- | ---------- | ------------ |
| Ambleteuse                                       | 2.010                    | 5,45       | 369              | 62025      | 62164        |
| Audembert                                        | 435                      | 7,50       | 58               | 62052      | 62250        |
| Audinghen                                        | 623                      | 13,09      | 48               | 62054      | 62179        |
| Audresselles                                     | 616                      | 5,72       | 108              | 62056      | 62164        |
| Bazinghen                                        | 408                      | 13,20      | 31               | 62089      | 62250        |
| Beuvrequen                                       | 459                      | 4,75       | 97               | 62125      | 62250        |
| Ferques                                          | 1.788                    | 8,97       | 199              | 62329      | 62250        |
| Hervelinghen                                     | 220                      | 5,89       | 37               | 62444      | 62179        |
| Landrethun-le-Nord                               | 1.242                    | 7,70       | 161              | 62487      | 62250        |
| Leubringhen                                      | 294                      | 7,98       | 37               | 62503      | 62250        |
| Leulinghen-Bernes                                | 535                      | 6,90       | 78               | 62505      | 62250        |
| Maninghen-Henne                                  | 329                      | 3,99       | 82               | 62546      | 62250        |
| Marquise                                         | 5.169                    | 13,46      | 384              | 62560      | 62250        |
| Offrethun                                        | 273                      | 2,62       | 104              | 62636      | 62250        |
| Rety                                             | 2.050                    | 18,25      | 112              | 62705      | 62750        |
| Rinxent                                          | 3.007                    | 8,38       | 359              | 62711      | 62720        |
| Saint-Inglevert                                  | 814                      | 6,60       | 123              | 62751      | 62250        |
| Tardinghen                                       | 150                      | 8,72       | 17               | 62806      | 62179        |
| Wacquinghen                                      | 261                      | 2,47       | 106              | 62867      | 62250        |
| Wierre-Effroy                                    | 845                      | 18,91      | 45               | 62889      | 62720        |
| Wissant                                          | 847                      | 12,79      | 66               | 62899      | 62179        |
| Communauté de communes de la Terre des Deux Caps | 22.375                   | 183,45     | 122              | –          | –            |